# Mad Butcher
Mad Butcher – drugi minialbum niemieckiego thrashmetalowego zespołu Destruction, wydany w 1987.
Płyta została nagrana w grudniu 1986 w Karo Studio w Münster. W sprzedaży ukazała się 6 marca 1987, wydawcą jest Steamhammer/SPV.
Przed nagraniem doszło do zmian w składzie. Zespół opuścił Thomas „Tommy Sandmann” Senmann, a dołączyło dwóch nowych członków: perkusista Oliver Kaiser i gitarzysta Harald "Harry" Wilkens. To pierwsze nagranie studyjne Destruction, w którym występuje skład czteroosobowy zamiast trzyosobowego.
Tytułowy utwór Mad Butcher jest przez fanów zespołu uważany za jeden z klasyków zespołu. Utwór ten pojawił się już wcześniej na EP-ce Sentence of Death z 1984, gdzie był zagrany szybciej i agresywniej. W zakończeniu wersji z 1987 słychać temat przewodni z serialu Różowa Pantera. Zamykająca płytę kompozycja The Last Judgement to utwór instrumentalny.
Autorem ilustracji na okładce jest Sebastian Krüger.

## Lista utworów
1. Mad Butcher – 5:01
2. The Damned (cover Plasmatics) – 3:54
3. Reject Emotions – 6:50
4. The Last Judgement – 3:11

## Skład zespołu
- Marcel Schirmer – wokal i gitara basowa
- Mike Sifringer – gitara
- Harry Wilkens – gitara
- Oliver Kaiser – perkusja